# 萊恩漢冰川
83°15′S 162°41′E / 83.250°S 162.683°E
萊恩漢冰川（英語：Linehan Glacier）是南極洲的冰川，位於沙克爾頓海岸，全長20公里，流經特納鮑特嶺北面，最終注入洛厄里冰川，現時由南極條約體系管理。